# Expelled
Expelled è un film statunitense del 2015 diretto da Alex Goyette.
Il cast è composto perlopiù da famose personalità di Internet, ed è dedicato alla memoria dello stuntman Kim Koscki.

## Produzione
Nell'aprile 2014 Brian Robbins, amministratore delegato di AwesomenessTV, ha annunciato che stava realizzando un film con Cameron Dallas. Nel settembre 2014 è stato rivelato che Cameron Dallas, Andrea Russett, Teala Dunn, Lia Marie Johnson e Matt Shively si erano uniti al cast del film. Russett ha concluso le sue scene il 23 settembre 2014. La produzione del film è terminata il 9 ottobre 2014.

## Distribuzione
Il film ha avuto una distribuzione limitata nei cinema il 12 dicembre 2014, prima di essere lanciato in video on demand il 16 dicembre successivo. Il film è stato poi distribuito su Netflix in tutto il mondo a partire dal 1º febbraio 2015.